# Sens-Beaujeu
Sens-Beaujeu är en kommun i departementet Cher i regionen Centre-Val de Loire i de centrala delarna av Frankrike. Kommunen ligger  i kantonen Sancerre som tillhör arrondissementet Bourges. År 2022 hade Sens-Beaujeu 403 invånare.

## Befolkningsutveckling
Antalet invånare i kommunen Sens-Beaujeu
Referens:INSEE